# کارلوس بیانچی
کارلوس آرسسیو بیانچی (اسپانیایی: Carlos Arcecio Bianchi‎؛ زادهٔ ۲۶ آوریل ۱۹۴۹) بازیکن فوتبال مهاجم اهل آرژانتین که اکنون به مربی‌گری مشغول است.

## باشگاهی
از باشگاه‌هایی که در آن بازی کرده‌است می‌توان به استراسبورگ، ولز سارسفیلد، استاد رنس و پاری سن ژرمن اشاره کرد. 

## تیم ملی
وی همچنین در تیم ملی فوتبال آرژانتین بازی کرده‌است.